# París-Niça 1955
La París-Niça 1955 fou la 13a edició de la París-Niça. És un cursa ciclista que es va disputar entre el 12 i el 16 de març de 1955. La cursa fou guanyada pel francès Jean Bobet, de l'equip Mercier, per davant dels francesos Pierre Molinéris (Alcyon) i Bernard Gauthier (Mercier). El conjunt Mercier s'imposà en la classificació per equips.
L'organització de la prova passa ser responsabilitat de Les Amis de Route et Piste. La prova recupera el nom inicial de París-Niça. El mallot passa a ser blanc.

## Participants
En aquesta edició de la París-Niça hi preneren part 91 corredors dividits en 9 equips comercials: Mercier, Arbos, La Perle, Alcyon, Geminiani, Follis, Arliguie, Rochet i Urago, 3 combinats nacionals Suïssa, Anglaterra, Alemanya; i un individual Maurice Diot. La prova l'acabaren 50 corredors.

## Resultats de les etapes
| Etapes   | Data       | Recorregut          | Km     | Vencedor d'etapa | Líder de la general |
| -------- | ---------- | ------------------- | ------ | ---------------- | ------------------- |
| 1a etapa | 12 de març | París-Nevers        | 243 km | Jean Bobet       | Jean Bobet          |
| 2a etapa | 13 de març | Nevers-Sant-Etiève  | 236 km | Bernard Gauthier | Jean Bobet          |
| 3a etapa | 14 de març | Sant-Etiève-Vergèze | 256 km | Louison Bobet    | Jean Bobet          |
| 4a etapa | 15 de març | Nimes-Manosque      | 147 km | Roger Buchonnet  | Jean Bobet          |
| 5a etapa | 16 de març | Manosque-Niça       | 258 km | Gilbert Bauvin   | Jean Bobet          |

## Etapes

### 1a etapa
12-03-1955. París-Nevers, 243 km.
Sortida neutralitzada: A la Torre Eiffel de París
Sortida real: Sèvres.
|   | Ciclista        | Equip     | Temps      |
| - | --------------- | --------- | ---------- |
| 1 | Jean Bobet      | Mercier   | 6h 34' 23" |
| 2 | André Darrigade | La Perle  | + 1' 30"   |
| 3 | Émile Carrara   | Geminiani | m. t.      |

### 2a etapa
13-03-1955. Nevers-Sant-Etiève, 236 km.
|   | Ciclista         | Equip   | Temps      |
| - | ---------------- | ------- | ---------- |
| 1 | Bernard Gauthier | Mercier | 5h 45' 41" |
| 2 | Pierre Molinéris | Alcyon  | m. t.      |
| 3 | René Privat      | Mercier | m. t.      |

### 3a etapa
14-03-1955. Sant-Etiève-Vergèze, 256 km.
|   | Ciclista             | Equip      | Temps      |
| - | -------------------- | ---------- | ---------- |
| 1 | Louison Bobet        | Mercier    | 6h 22' 58" |
| 2 | André Darrigade      | La Perle   | m. t.      |
| 3 | Robert John Maitland | Anglaterra | m. t.      |

### 4a etapa
15-03-1955. Nimes - Manosque, 147 km
|   | Ciclista         | Equip     | Temps      |
| - | ---------------- | --------- | ---------- |
| 1 | Roger Buchonnet  | Rochet    | 3h 41' 27" |
| 2 | Germain Derijcke | Alcyon    | + 2"       |
| 3 | Gilbert Bauvin   | Geminiani | m. t.      |

### 5a etapa
16-03-1955. Manosque-Niça, 258 km.
Arribada situada al Passeig dels Anglesos.
|   | Ciclista         | Equip     | Temps      |
| - | ---------------- | --------- | ---------- |
| 1 | Gilbert Bauvin   | Geminiani | 7h 20' 29" |
| 2 | Germain Derijcke | Alcyon    | m. t.      |
| 3 | André Payan      | Follis    | m. t.      |

## Classificacions finals

### Classificació general
L'ordre de les posicions tercera fins a la sisena es varen decidir a partir d'una classificació no oficial de la regularitat.
|    | Ciclista          | Equip      | Temps       |
| -- | ----------------- | ---------- | ----------- |
| 1  | Jean Bobet        | Mercier    | 29h 58' 04" |
| 2  | Pierre Molinéris  | Alcyon     | + 1' 18"    |
| 3  | Bernard Gauthier  | Geminiani  | m. t.       |
| 4  | Raphaël Géminiani | Geminiani  | m. t.       |
| 5  | Antonin Rolland   | Mercier    | m. t.       |
| 6  | René Privat       | Mercier    | m. t.       |
| 7  | Henri Perly       | Arliguie   | + 1' 53"    |
| 8  | Brian Robinson    | Anglaterra | + 2' 07"    |
| 9  | Lucien Lazarides  | Arliguie   | + m. t.     |
| 10 | Germain Derijcke  | Alcyon     | + 2' 24"    |

## Evolució de les classificacions
| Etapa (Vencedor)            | Classificació general |
| --------------------------- | --------------------- |
| 0Etapa 1 (Jean Bobet)       | Jean Bobet            |
| 0Etapa 2 (Bernard Gauthier) | Jean Bobet            |
| 0Etapa 3 (Louison Bobet)    | Jean Bobet            |
| 0Etapa 4 (Roger Buchonnet)  | Jean Bobet            |
| 0Etapa 5 (Gilbert Bauvin)   | Jean Bobet            |